# Rodolfo Lanciani
Rodolfo Lanciani (né le 2 janvier 1845 à Rome et mort le 22 mai 1929 dans la même ville) est un archéologue italien spécialiste de la topographie de la Rome antique.

## Biographie
L'œuvre la plus célèbre de Rodolfo Lanciani est la reconstitution du fameux plan de Rome, connu sous le nom de Forma Urbis Romae.
Il est l'auteur de nombreux ouvrages et articles, parmi lesquels : The Destruction of Ancient Rome, New York, London, Macmillan, 1899 (.
Il fait nommer Arthur John Strutt inspecteur des antiquités à Lanuvium.
Il eut parmi ses élèves et assistants le futur historien de l'art Giulio Quirino Giglioli.